# Baek Ji-young
Baek Ji-young (coréen : 백지영) est une chanteuse sud-coréenne, née le 25 mars 1976. Elle commence sa carrière en 1999 avec la sortie de l'album studio, Sorrow. En 2006, elle reçoit le titre de meilleure chanteuse aux Mnet Asian Music Awards avec le titre I Won't Love (사랑 안해).

## Discographie

### Albums
- 10 juillet 1999 : Vol. 1 - Sorrow (Album)
- 17 avril 2000 : Vol. 2 - Rouge (Album)
- 14 juin 2001 : Vol. 3 - Tres (Album)
- 29 août 2003 : Vol. 4 - Smile (Album)
- 21 mars 2006 : Vol. 5 - Smile Again (Album)
- 7 septembre 2007 : Vol. 6 - The Sixth Miracle (Album)
- 13 novembre 2008 : Vol. 7 - Sensibility (Album)
- 14 août 2009 : EGO (EP)
- 23 mai 2011 : Vol. 8 - PITTA (Album)
- 18 mai 2012 : Good Boy (EP)

### Singles
- 6 juillet 2006 : Love is Beautiful (사랑은 아름답습니다)
- 10 avril 2008 : Gypsy's Tears (집시의 눈물)
- 3 janvier 2013 : Hate (싫다)
- 24 mai 2013 : Reminded of You (떠올라)

### Collaborations
- Electroboyz (feat. Baek Ji-young) - Should I Laugh or Cry (백지영웃을까 울을까)[3]
- Namolla Family (feat. Baek Ji-young) - Hold On (붙잡아도)
- Mighty Mouth avec Baek Ji-young - Will Love Come (사랑이 올까요)
- Leessang (feat. Baek Ji-young)- Reminiscence (회상)
- Mario (feat. Baek Ji-young) - Message (문자)
- K.Will (feat. Baek Ji-young) - Day & Night
- Eun Ji-won (feat. Baek Ji-young) - It's True (은지원)

## Récompenses
| Année | Récompenses |
| ----- | --- |
| 2006  | 16th Seoul Music Awards - Bonsang 21st Golden Disk Awards - Popularity Award 2006 Mnet Asian Music Awards - Meilleure chanteuse 2006 SBS Music Festival - Bonsang                                                |
| 2008  | 17th High1 Seoul Music Awards - Bonsang |
| 2009  | 4th Asia Model Festival Awards - Popular Singer Award 18th High1 Seoul Music Awards - Bonsang, YTNStar Award 2009 Mnet Asian Music Awards – Meilleure chanteuse 24th Golden Disk Awards - Bonsang                |
| 2010  | 7th Korean Popular Music Award - Meilleur artiste féminin (Netizen Vote) 19th High1 Seoul Music Awards - Bonsang                                                                                                 |
| 2011  | 6th Seoul International Drama Awards - Outstanding Korean OST 2011 Melon Music Awards - 2011 MBC Music Star Award 2011 Mnet Asian Music Awards - Meilleure chanteuse 2011 Mnet Asian Music Awards - Meilleur OST |
| 2012  | 21st High1 Seoul Music Awards - Meilleur OST |